# Roberto Fortuna
Roberto Fortuna (født 1958) er en dansk arkitekturfotograf, der arbejder for Nationalmuseet, herunder projektet Danmarks Kirker, og Styrelsen for Slotte & Kulturejendomme. Han er også husfotograf for Hotel Pro Forma.

## Udvalgte bidrag til bøger
- Flemming Frydendal, Christian VII's Palæ, Slots- og Ejendomsstyrelsen 1996 (fr. og eng. udgaver 1999). ISBN 87-601-6243-0
- John Erichsen, Frilandsmuseets fynske vandmølle, Frilandsmuseet 1998.
- Joan Hornby, Himmelsk silke: Vævning af brokadestoffer i det gamle Kina, Nationalmuseet 1999. ISBN 87-89384-67-9
- John Erichsen, 10 historier om Reventlow, Reventlow-Museet Pederstrup 2000. ISBN 87-988243-0-9
- J. Steen Rasmussen, Københavns Rådhus: Restaurering af repræsentationslokaler år 2000, Københavns Kommune 2000. ISBN 87-988759-0-6
- Inger Tolstrup & Svend Jespersen, Nationalmuseets Kommandørgård på Rømø, Nationalmuseet 2001. ISBN 87-89384-74-1
- Ole Villumsen Krog & Preben Ulstrup (red.), Ruslands skatte – kejserlige gaver, Det Kongelige Sølvkammer 2002. ISBN 87-983777-5-2
- Per Theil, Hotel Pro Forma: Den dobbelte iscenesættelse – rum og performance, Arkitektens Forlag 2003 (eng. udgave 2003). ISBN 87-7407-285-4
- Katia Johansen, Dronning Louises påklædningsdukker c. 1825-35, De Danske Kongers Kronologiske Samling, Rosenborg 2004.
- John Erichsen & Mikkel Venborg Pedersen (red.), Herregården: Menneske, samfund, landskab, bygninger 1-4, Nationalmuseet 2004-06. Ny udg. 2009. ISBN 87-7602-028-2 / ISBN 978-87-993419-4-8
- Katia Johansen, Alt for Norge!: Udstillingskatalog, De Danske Kongers Kronologiske Samling, Rosenborg 2005. ISBN 87-89542-57-6
- Leah Rasmussen & Christian Hede, Ruinerne under Christiansborg, Slots- og Ejendomsstyrelsen 2005. ISBN 87-990389-4-3
- John Erichsen (red.), Med lov skal man land bygge: Københavns Byret i 200 år, Forlaget Thomson 2006. ISBN 87-619-1631-5
- Vibeke Woldbye, Europæisk gobelinkunst: 15.-20. århundrede: Bestandskatalog, Kunstindustrimuseet 2006 (eng. udgave 2006). ISBN 87-90786-91-2
- John Erichsen & Luise Skak-Nielsen, De gamle huse: Frilandsmuseet i Maribo, Lolland-Falsters Stiftsmuseum 2007. ISBN 978-87-87179-21-8
- Vibeke Andersson Møller, Farver i funktionalismen, Forlaget Rhodos og Nationalmuseet 2009. ISBN 978-87-7245-972-1
- Ulla Kjær, Nicolas-Henri Jardin – en ideologisk nyklassicist, Nationalmuseet 2010. ISBN 978-87-7602-132-0
- Kasper Lægring & Badeloch Vera Noldus (red.), Skjulte skatte i grænselandet: Dansk bygningsarv i Slesvig og Holsten, Frederiksberg: Bianco Luno 2010. ISBN 978-87-992462-6-7